# Стомана-Индъстри
„Стомана-Индъстри“ АД е българско предприятие за производство на стомана със седалище и производствени мощности в Перник, част от белгийската група „Виохалко“.
То е основано през 1953 година като първото предприятие в България за производство на стомана и дълги години носи името Държавен металургичен завод „Ленин“. През 1959 година, при строителството на нов прокатен цех в завода, става една от най-тежките строителни аварии в българската история, при която загиват 7 души.
След краха на комунистическия режим заводът фалира и през 2001 година стоманодобивната му дейност е купена от базираната по това време в Гърция промишлена група „Виохалко“. След фалита на „Кремиковци“ през 2009 година „Стомана-Индъстри“ остава най-големия производител на стомана в страната, а към 2017 година е третото по големина металургично предприятие в България след „Аурубис България“ и „София Мед“. Към 2023 година има обем на продажбите от 953 милиона лева, загуба от 18,5 милиона лева и над 1000 служители.